# Dœuil-sur-le-Mignon
Dœuil-sur-le-Mignon és un municipi francès situat al departament del Charente Marítim i a la regió de la Nova Aquitània. L'any 2007 tenia 331 habitants.

## Demografia

### Població
El 2007 la població de fet de Dœuil-sur-le-Mignon era de 331 persones. Hi havia 146 famílies de les quals 36 eren unipersonals (16 homes vivint sols i 20 dones vivint soles), 69 parelles sense fills i 41 parelles amb fills.
La població ha evolucionat segons el següent gràfic:
Habitants censats

### Habitatges
El 2007 hi havia 207 habitatges, 146 eren l'habitatge principal de la família, 43 eren segones residències i 17 estaven desocupats. 202 eren cases i 5 eren apartaments. Dels 146 habitatges principals, 123 estaven ocupats pels seus propietaris, 20 estaven llogats i ocupats pels llogaters i 3 estaven cedits a títol gratuït; 1 tenia una cambra, 9 en tenien dues, 21 en tenien tres, 26 en tenien quatre i 89 en tenien cinc o més. 127 habitatges disposaven pel capbaix d'una plaça de pàrquing. A 71 habitatges hi havia un automòbil i a 60 n'hi havia dos o més.

### Piràmide de població
La piràmide de població per edats i sexe el 2009 era:
| Homes | Edats   | Dones |
| ----- | ------- | ----- |
| 0     | 95 o +  | 0     |
| 0     | 90 a 94 | 0     |
| 4     | 85 a 89 | 0     |
| 0     | 80 a 84 | 4     |
| 8     | 75 a 79 | 12    |
| 16    | 70 a 74 | 24    |
| 20    | 65 a 69 | 8     |
| 8     | 60 a 64 | 8     |
| 8     | 55 a 59 | 8     |
| 20    | 50 a 54 | 16    |
| 4     | 45 a 49 | 12    |
| 20    | 40 a 44 | 16    |
| 4     | 35 a 39 | 4     |
| 4     | 30 a 34 | 0     |
| 12    | 25 a 29 | 8     |
| 0     | 20 a 24 | 4     |
| 4     | 15 a 19 | 20    |
| 4     | 10 a 14 | 16    |
| 8     | 5 a 9   | 12    |
| 4     | 0 a 4   | 12    |

## Economia
El 2007 la població en edat de treballar era de 203 persones, 160 eren actives i 43 eren inactives. De les 160 persones actives 144 estaven ocupades (74 homes i 70 dones) i 16 estaven aturades (9 homes i 7 dones). De les 43 persones inactives 22 estaven jubilades, 9 estaven estudiant i 12 estaven classificades com a «altres inactius».

### Ingressos
El 2009 a Dœuil-sur-le-Mignon hi havia 148 unitats fiscals que integraven 331 persones, la mediana anual d'ingressos fiscals per persona era de 16.824 €.

### Activitats econòmiques
Dels 9 establiments que hi havia el 2007, 1 era d'una empresa extractiva, 5 d'empreses de construcció, 2 d'empreses de comerç i reparació d'automòbils i 1 d'una empresa d'hostatgeria i restauració.
Dels 4 establiments de servei als particulars que hi havia el 2009, 1 era un guixaire pintor, 1 fusteria, 1 lampisteria i 1 empresa de construcció.
L'únic establiment comercial que hi havia el 2009 era una botiga de menys de 120 m².
L'any 2000 a Dœuil-sur-le-Mignon hi havia 27 explotacions agrícoles que ocupaven un total de 1.368 hectàrees.

## Poblacions més properes
El següent diagrama mostra les poblacions més properes.